# 리 메이링
리 메이링(李 苺鈴, リ メイリン)은 《카드캡터 사쿠라》의 등장인물이며, 애니메이션 판의 오리지널 캐릭터로 사촌이자 약혼자인 리 샤오랑을 따라서 홍콩에서 전학 왔다.

## 개요
애니메이션 판의 오리지널 캐릭터이지만, 클램프가 캐릭터 디자인과 애니메이션의 각본에 참여해서 만든 캐릭터다.

## 소개
크로우의 친척인 리 가문의 출신이자 리 샤오랑의 사촌 여동생으로 홍콩에서 그를 따라 일본으로 왔다. 마력은 가지고 있지 않지만, 운동 능력이 뛰어난 중국 권법의 달인이다. 자신의 감정을 숨기지 않는 밝고 활달한 성격으로, 샤오랑을 좋아하여 처음엔 사쿠라(번안: 유체리)에게 적대감을 표출했었다. 하지만, 선하고 곧은 심성의 소유자로 이후, 사쿠라와 친해지고 좋은 친구가 된다.

《크로우 카드》와 관련된 일이 마무리되고, 일본으로 전학왔던 메이링은 다시 홍콩으로 돌아가게 된다.
메이링은 샤오랑이 좋아하는 사람이 생길 때까지 샤오랑의 약혼자이며, 그가 제일 좋아하는 사람이 생기면 메이링에게 말하기로 약속했었다. 그래서 메이링이 떠나기 전 샤오랑은 예전의 약속을 지키기 위해서 자신에게 좋아하는 사람이 생겼다는 사실을 메이링에게 말하지만, 메이링은 그 말을 다 듣기도 전에 자신은 이미 샤오랑이 사쿠라를 좋아하고 있다는 걸 알고 있었다고 말하며 집을 뛰쳐나간다. 그 후 토모요(번안: 신지수)의 집에 찾아가 그녀에게 마음을 위로받는데, 메이링은 속상하지만 사쿠라를 미워할 수 없다며 샤오랑 때문에 우는 것은 이번이 마지막이라고 눈물을 흘린다. 다음날 메이링은 마음을 다잡고, 홍콩으로 떠나기 전 공항에서 샤오랑에게 사쿠라와 잘되길 바란다는 말을 전하고, 사쿠라에게 주위를 살펴보라는 조언이 담긴 편지로 샤오랑과 사쿠라를 응원해준다.

클리어 카드 편에서는 사쿠라와 샤오랑의 사이를 응원하고 있으며, 애니메이션 제2화에서 메시지로 사진과 동영상을 주고받으며, 토모요와 친구들과 꾸준히 연락하고 있다고 말한다. 

제13화 '사쿠라와 돌아온 메이링'부터 등장해 사쿠라의 집에서 머무르며, 제16화에서 사쿠라와 합심해 투쟁(STRUGGLE) 카드를 봉인하고서 다시 홍콩으로 돌아간다.